# Terry Porter (Skilangläuferin)
Terry Blackall Porter (* 12. September 1953 in Cambridge, Massachusetts) ist eine ehemalige US-amerikanische Skilangläuferin.
Porter nahm 1976 an den Olympischen Winterspielen im österreichischen Innsbruck teil. Im Einzellauf über 5 km belegte sie den 39. Rang. Zusammen mit ihren Teamkolleginnen Twila Hinkle, Jana Hlavaty und Martha Rockwell erreichte sie im 4-×-5-km-Staffelwettbewerb Platz neun.
Porter hat in Santa Cruz an der University of California Ökologie studiert. Später erlangte sie einen Masterabschluss in klinischer Psychologie von der privaten John F. Kennedy University und im Bereich Management einen Ph.D. an der University of Massachusetts. Später arbeitete sie als Professorin an der University of Maine Business School.